# If Not For You
Az If Not For You Olivia Newton-John első önálló, 1971-ben megjelent stúdióalbuma. Az album az Egyesült Királyságban Olivia Newton-John  címmel jelent meg. Ezen az albumon volt először hallható Olivia egyik legismertebb dala, a Banks of the Ohio.

## Az album dalai
- Me and Bobby McGee (Fred Foster/Kris Kristofferson) EMI Songs
- If (David Gates) EMI Music
- Banks of the Ohio (Traditional, Bruce Welch és John Farrar feldolgozása) Essex
- In a Station (Richard Manuel) Sony Music Publishing
- Love Song (Lesley Duncan) EMI Music
- Help Me Make It Through The Night (Kris Kristofferson) EMI Songs
- If Not For You (Bob Dylan) Sony Music Publishing
- Where Are You Going To My Love (Tony Hiller/John Goodison/Sunny Leslie/Billy Day) EMI Songs
- Lullaby (Lesley Duncan) BMG Music
- If You Could Read My Mind (Gordon Lightfood) Trafalgar Music
- If I Gotta Leave (Tony Hiller/Paul Curtis) Control
- No Regrets (Tom Rush) Matthews

## Az album előzményei
Olivia Newton-John 1948-ban született az angliai Cambridge városában. Egyetemi tanár édesapja új állása miatt a család 1954-ben kivándorolt az ausztráliai Melbourne-be. Olivia szülei válása után, tízéves korában kezdett énekelni, eleinte otthon az egyedüllét ellen, később  családi körben, majd nővére férjének kávézójában. Itt megismert barátja segítségével hamarosan rendszeres szereplője lett zenés tévéműsoroknak, majd megnyert egy tehetségkutató versenyt, melynek jutalma egy hosszabb angliai tanulmányúttal összekötött hajóút volt.
A fél évesre tervezett utazásból nyolcéves angliai tartózkodás lett. Eleinte kávéházakban, kocsmákban, majd színházi előadásokon, előprogramként koncerteken szerepelt. Összeismerkedett a Shadows együttes gitárosával, neve Bruce Welch, aki partnere és zenei producere lett 1967-től kezdődően. 1969 elején Olvia leszerződött a nagyreményűnek indult, de végül bukásnak bizonyult, mára elfelejtett Toomorrow együtteshez, ám az általuk készített mozifilm és nagylemez sikertelensége után az együttes 1970 végén feloszlott.
Az eredetileg 1975-ig tartó Toomorrow szerződés kötelezettségei alól felszabadulva Olivia 1970 végétől visszatért a koncertekhez, tévéműsorokhoz, majd Bruce Welch és régi jóbarátja John Farrar segítségével 1971-ben kiadta első önálló albumát If Not For You címmel.

## Az album ismertetése
A más előadóktól már hallott, főként folk dalokat és csöndes balladákat tartalmazó album első száma a többek között Janis Joplintól is hallott Kris Kristofferson dal, a Me and Bobby McGee. Következő dal egy csöndes folk ballada, az If, ezt követi a közismert Banks of the Ohio. Negyedik dal a nagyvárosi folk műfajába sorolható In A Station, ezt követi a 2010-ben elhunyt Lesley Duncan folk énekesnő dala, az éteries hangzású Love Song, majd egy újabb jellegzetes Kris Kristofferson dal következik, a Help Me Make It Through The Night. Az eredeti hanglemez „B” oldalának első száma, egyben az album címadó dala Bob Dylan szerzeménye, az If Not For You, melyet Olivia egészen más megközelítésben ad elő, mint szerzője. A következő, Where Are You Going To My Love, egy az eddigiektől kissé eltérő érzelmes dal, ezt követi Lesley Duncan második dala, az éteries Lullaby. A lemez talán legszebb felvétele,  Gordon Lightfood nagyon sok előadó által elénekelt közismert dala az If You Could Read My Mind Olivia teljesen egyéni és mély érzésű előadásában. Ezt követi az If I Gotta Leave, majd a lemez utolsó száma egy jellegzetes nagyvárosi folk dal, a No Regrets.
Az album producerei Bruce Welch és John Farrar voltak, mindkettőjük gitárjáréka is hallható a lemezen. A bemutatkozó album, noha nem került bele a top 100-ba, igen jó fogadtatásban részesült, kitűnő kritikákat kapott, a Banks of the Ohio Ausztráliában első helyezett lett. A lemezt Ausztráliában a Festival Records, Angliában a PYE International, Amerikában az Uni Records, Németországban a Polydor adta ki, de sok más országban is megjelent. Az eddig csak egy 1966-os sikertelen kislemezen és a Toomorrow együttes szintén sikertelen albumán szereplő Olivia ezzel az albummal alapozta meg azóta is tartó szólóénekesi karrierjét. Az igen nehezen beszerezhető album összes dala megtalálható a 48 Original Tracks című válogatáslemezen.

## Érdekességek
- A lemez címadó dala az If Not For You, Bob Dylan szerzeménye. A lemez készítésekor már négy éve Angliában élő Olivia mint addig és azóta is, rajongásig szerette az állatokat, kutyákat, azon belül is különösen az ir szettereket. Abban az időben két kutyája is volt, Geordie és Murphy. A szám felvételekor Geordie a stúdióban sétálgatott, közben véletlenül kissé meglökte Olivia mikrofonállványát. A koppanó hangot benne hagyták a felvételben, jól hallható 1 perc 48 másodpercnél. Az esetről fotó is készült, a  hanglemezváltozat hátsó borítóján látható.
- A Me and Bobby McGee, Kris Kristofferson dala, Janis Joplin előadásában már 1970-ben népszerűvé vált. A két előadó két teljesen különböző felfogásban és kísérettel énekli a dalt.
- A Banks of the Ohio, népszerű magyar címén az Ohio folyó partja, a vélekedés szerint a folyó partján egykor megtörtént szerelmi gyilkosságot feldolgozó ballada. A évek során számos férfi előadó énekelte. Olivia volt az első, aki a dalt egy vőlegényét féltékenységből leszúró nő történeteként adta elő. A dal volt Olivia első No.1. helyezettje, amit Ausztráliában ért el. A Banks of the Ohio volt Olivia első, Magyarországon ismert dala, mely igen nagy népszerűségre tett szert, az iskolai táborozások, tábortűz melletti estek nélkülözhetetlen része, a KISZ-építőtáborok nem hivatalos himnusza volt a hetvenes években.
- Az album CD változata kizárólag Ausztráliában jelent meg, először 1994-ben, majd remasterelve 1998-ban, mára csak aukciókon lehet nagyritkán beszerezni.
- A Banks of the Ohio Cliff Richard The Case című,  Svédországban forgatott zenés tévéfilmjében, a Love Song a francia Riviérán Cliff Richard és az ex Shadows együttes tagjaival   forgatott Getaway with Cliff című tévéshowjában is látható, Olivia előadásában.

## Kiadások
- AU: Festival Records - L-34320, hanglemez, 1971
- UK: PYE International - NSPL-28155, hanglemez, 1971
- USA:UNI Records - 73117, hanglemez, 1971
- NSZK:  Polydor - 2310136, hanglemez, 1971
- AU: Festival Records - D-19809, CD, 1993
- AU: Festival Records - D-34320, Remastered CD, 1998

A hanglemezváltozat számos más országban is megjelent, többnyire különféle helyi kiadók gondozásában. A CD változat csak Ausztráliában jelent meg, két kiadásban. Mind a hanglemezek, mind a CD kiadványok nehezen beszerezhető ritkaságok.

## Borítóváltozatok
Az album mindhárom, UK, USA és AU kiadása ugyanazzal az Oliva Newton-John-t egy réten, pirosas ujjatlan ruhában ábrázoló fotóval, de három különféle képkivágással (portré, félalak, teljes alak) készült. Az 1976-ban Japánban kiadott Crystal Lady című válogatásalbum borítójának belső oldalán ugyanez a fotó látható.

## Az album alapján kiadott kislemezek
- If Not For You / The Biggest Clown (John Rostill) - PYE International 7N.25543 1971. február
- Love Song / It's So Hard To Say Goodbye - PYE International 7N.25557 1971. június
- Banks Of The Ohio / Would You Follow Me - PYE International 7N.25567 1971. október

Az It's So Hard To Say Goodbye és a Would You Follow Me megtalálható az Olivia Newton-John - 48 Original Tracks (EMI - 7243 8 271102 5) válogatás CD-n, a The Biggest Clown kizárólag a fenti kislemezen jelent meg. Különféle országok kiadóinál más, egyéb összeállítású kislemezek is jelentek meg az album alapjám

## Helyezések
- Album - USA: 158, AU: 14
- If Not For You - UK: 7, USA: 25, AU: 14
- Banks Of The Ohio - UK: 6, USA: 94, AU: 1

### Ajánlott irodalom
- Tim Ewbank: Olivia, the biography of Olivia Newton-John, Piatkus Books, UK 2008, ISBN 0-7499-0983-8
- Gregory Branson-Trent: Magic: The Music Of Olivia Newton-John, USA 2007, ISBN 1-4251-2393-7

### Ajánlott videók
- Banks of the Ohio video
- Love Song video